# Gentianaväxter
Gentianaväxter (Gentianaceae) är en växtfamilj med mellan 900 och 1 200 arter i omkring 80 släkten. De flesta gentianaväxterna är örter, men det finns även buskar och små träd. Blommorna är tvåkönade och kronblad och foderblad är sammanväxta. Frukten är oftast en kapsel, sällan bär. 
Gentianaväxter finns över hela världen och några arter odlas som prydnads-, trädgårds- och krukväxter. I Sverige finns endast tre släkten vildväxande; arun, gentianor och gentianellor.